# Хотомув
Хотомув (пол. Chotomów) — село в Польщі, у гміні Яблонна Леґьоновського повіту Мазовецького воєводства.
Населення — 5266 осіб (2011).

## Демографія
Демографічна структура станом на 31 березня 2011 року:
|          | Загалом | Допрацездатний вік | Працездатний вік | Постпрацездатний вік |
| -------- | ------- | ------------------ | ---------------- | -------------------- |
| Чоловіки | 2593    | 656                | 1737             | 200                  |
| Жінки    | 2673    | 650                | 1632             | 391                  |
| Разом    | 5266    | 1306               | 3369             | 591                  |